# باشگاه ورزشی گواردیا ورشو
باشگاه ورزشی گواردیا ورشو یک باشگاه ورزشی است که در شهر ورشو پایتخت لهستان قرار دارد. بزرگ‌ترین افتخار این باشگاه برای تیم فوتبال این باشگاه اتفاق افتاد زمانی که در فصل ۱۹۵۷ (۱۳۳۶) نایب قهرمان شدند.